# Municipio de Galt
El municipio de Galt (en inglés, Galt Township) es un municipio ubicado en el condado de Rice, Kansas, Estados Unidos. Según el censo de 2020, tiene una población de 81 habitantes.
Abarca una zona exclusivamente rural.

## Geografía
Está ubicado en las coordenadas 38°28′46″N 98°5′27″O / 38.47944, -98.09083. Según la Oficina del Censo de los Estados Unidos, tiene una superficie total de 93.89 km², de la cual 93.68 km² corresponden a tierra firme y 0.21 km² es agua.

## Demografía
Según el censo de 2020, hay 81 personas residiendo en la zona. La densidad de población es de 0.86 hab./km². El 96.3 % de los habitantes son blancos y el 3.7 % son de una mezcla de razas. Del total de la población, el 3.7 % son hispanos o latinos de cualquier raza.